# Oberea shirahatai
Oberea shirahatai là một loài bọ cánh cứng trong họ Cerambycidae.